# Desmerurt-slægten
Desmerurt (Adoxa) er en monotypisk slægt med kun én art, den nedennævnte. Alle kendetegn og andre data for slægten følger altså arten, og der henvises til beskrivelsen af den.
| Beskrevne arter |

- Desmerurt (Adoxa moschatellina)